# جزيرة الكنز (فلم 1972)
جزيرة الكنز (بالإنجليزية: Treasure Island) هو فيلم أصدر عام 1972 مأخوذ عن رواية جزيرة الكنز للكاتب روبرت لويس ستيفنسون.

## ممثلون
- أورسون ويلز في دور لونغ جون سيلفر
- كيم بورفيلد في دور جيم هوكينز
- والتر سليزاك في دور العمدة تريلوني
- ريك باتاغليا في دور القبطان ألكسندر سمولت
- آنخيل ديل بوزو في دور الدكتور ليفزي
- ليونيل ستاندر في دور بيلي بونز
- جان لوفيبير في دور بن غان
- ماريا روم في دور السيدة هوكينز
- بول مالر في دور بيو الضرير
- ميشيل غارلاند في دور جورج ميري
- آلدو سامبريل في دور إزرايل هاندز
- أدولفو ذاوس في دور الكلب الأسود
- أليبي في دور السيدة سيلفر
- خوزي لويس تشينتشيا في دور أندرسن
- فيكتور إزرايل في دور مورغان
- خوزي خازبي في دور تومي
- بارتا باري في دور ردروث
- كريستينو ألمودوفار في دور أوبراين

## وصلات خارجية
- مقالات تستعمل روابط فنية بلا صلة مع ويكي بيانات